# Vaganski vrh
Vaganski vrh je s nadmořskou výškou 1758 m nejvyšší hora chorvatského pohoří Velebit. Nachází se v jižní části pohoří v blízkosti známých kaňonů Velika a Mala Paklenica. Na vrcholu se nachází malá kamenná pyramida, kříž a vrcholová kniha.

## Geografie
Vaganski vrh se nachází v jižní části Velebitu, asi 10 km severozápadně od přímořského letoviska Starigrad. Pohoří Velebit patří z geografického hlediska do střední části rozsáhlého horského systému Dinárských hor.

## Přístup
Nejvhodnějším výchozím místem je Starigrad na pobřeží Jaderského moře. Výstup je tak značně náročnou túrou s převýšením téměř 1800 m. Ze Strarigradu vede výstupová trasa přes soutěsku Malá Paklenica a horskou chatu Ivine vodice (1250 m).